# Madanabhavi, Dharwad
Madanabhavi là một làng thuộc tehsil Dharwad, huyện Dharwad, bang Karnataka, Ấn Độ.